# Desa Sedari
Desa Sedari är en administrativ by i Indonesien.   Den ligger i provinsen Jawa Barat, i den västra delen av landet, 60 km nordost om huvudstaden Jakarta.